# Брёйкере, Берлинде де
Берлинде де Брёйкере (нидерл. Berlinde de Bruyckere; род. 1964, Гент, Бельгия) — современная бельгийская художница и скульптор. Она получила международное признание в 2003, когда её скульптуры были показаны в итальянском павильоне на Венецианской биеннале.
В 2015 году получила почетную докторскую степень в Гентском университете.

## Творчество
Берлинде де Брёйкере создает скульптуру, используя такие материалы как воск, дерево, шерсть, шкура и волосы. Фигуры напоминают искаженные человеческие и животные формы, часто не имеют лица, неправильной формы и фрагментированы. Скульптуры, как правило, помещаются на высоких стульях или подвешиваются к потолку и стенам. Сначала их формы кажутся знакомыми, хотя их сложно интерпретировать. Произведения Берлинде де Брёйкере предлагают зрителям тревожное видение хрупкости и страдания.
С начала 1990-х Берлинде де Брёйкере использует в своих скульптурах и инсталляциях шерстяные покрывала. Для де Брёйкере они символизируют не только тепло и кров, но и уязвимость и страх. Страх, что заставляет людей залезать под одеяло и уязвимость в ситуациях, связанных с холодом, болезнями, катастрофами и войнами. Образы, которые средства массовой информации показывают каждый день: репортажи из очагов насилия и стихийных бедствий.
Одна из первых скульптур с одеялами состояла из простой стопки сложенных одеял на деревянном стуле («Без названия», 1991). Порядок и равновесие стопки буквально подрывались наклоном основы. Работа «Dekenhuis (House of Blankets)», 1993, представляла собой металлическую клетку, поверх которой были драпированы одеяла, оставляя один угол клетки непокрытым. «Onschuld kan een hel zijn (Innocence can be hell)» — название инсталляции в Park Middelheim в 1995. Открытые контейнеры были заполненные грудами одеял, жизнерадостные по цвету, они имели жуткий вид, символизируя помощь, которая не достигнет цели. Бессилие подчеркивалось фигурами женщин, чьи руки и ноги бессильно свисали, а тела были скрыты под одеялами. Угроза безопасности также была выражена в инсталляции с тремя кроватями («Без названия», 1996), которые были нагружены стопками цветных одеял: глубокие, круглые отверстия были сделаны в слоях ткани в разных местах.

## Персональные выставки
| - 2010: Galleria Continua, «Elie», San Gimignano, Италия - 2010: Hauser & Wirth Zürich, Цюрих - 2009: Spedale di Santa Fina, San Gimignano, Италия - 2009: Hauser & Wirth Colnaghi, «We Are All Flesh», Лондон - 2008: Espace Claude Berri, Париж - 2008: Yvon Lambert, Нью-Йорк - 2007: Galleria Continua, «Berlinde De Bruyckere», San Gimignano, Италия - 2007: Museum Moderner Kunst Kärnten, Klagenfurt, Австрия - 2007: Royal Academy of Fine Arts, Гент, Бельгия - 2006: Hauser & Wirth, Лондон - 2006: Kunsthalle Düsseldorf, Дюссельдорф - 2005: La Maison Rouge, Fondation Antoine de Galbert, Париж - 2005: De Pont Foundation for Contemporary Art, ‘Eén’, Тилбург, Нидерланды - 2004: Hauser & Wirth, Цюрих | - 2003: Galleria Continua, San Gimignano, Италия - 2003: Maison Rouge, Париж - 2002: Galerie CD Christine De Ketelaere, Tielt, Бельгия - 2002: Caermersklooster, Provinciaal Centrum voor Kunst en Cultuur, Гент - 2001: Galleria Continua, San Gimignano, Италия - 2001: Köln Skulptur- Art Cologne, Кёльн - 2001: Museum van Hedendaagse Kunst Antwerpen, ‘en alles is aanéén-genaaid’, Антврепен - 2001: Maison de quartier de Rosendael Centre, Дюнкерк - 2001: de Brakke Grond, Амстердам - 2000: Park ter Beuken, Локерен - 2000: In Flanders Fields Museum, ‘In Flanders Fields’, Leper, Бельгия - 2000: De Pont Foundation for Contemporary Art, ‘Aanéén-genaaid’, Тилбург, Нидерланды - 1998: Campo-Santo, Гент - 1997: Kunstvereniging Diepenheim, ‘De Slaapzaal’, Diepenheim | - 1996: Vrienden van het PMMK, ‘Tekeningen 1995-96’, Остенде - 1995: ‘Sint-Lucaspassage’, Антверпен - 1995: Openluchtmuseum voor Beeldhouwkunst Middelheim, Антверпен - 1995: Das Belgische Haus, «Dialo(o)g II», Кёльн - 1995: The Corcoran Gallery of Art, ‘Washington Velvets, Вашингтон - 1994: Galerie Brinkman, Амстердам - 1993: Galerie Joost Declercq, Гент - 1993: Gemeentelijke tentoonstellingsruimte van Kasteel Blauwendael, Васмюнстер - 1991: Galerie van de Academie, Kasteel Blauwendael, Васмюнстер - 1990: Museo Dhondt-Dhaenens, ‘Reflecting on Confinement and death’, Deurle - 1990: Galerie S. & H. de Buck, Гент - 1988: Galerie Fred Lanzenberg, Брюссель |